# Damülser Mittagspitze
Il Damülser Mittagspitze (2.097 m s.l.m. - indicato anche con Damülser Mittagsspitze) è una montagna delle Prealpi di Bregenz nelle Alpi Bavaresi. Si trova in Austria (Vorarlberg).